# 府中町立府中緑ヶ丘中学校
府中町立府中緑ヶ丘中学校（ふちゅうちょうりつふちゅうみどりがおかちゅうがっこう）は、広島県安芸郡府中町緑ケ丘にある公立中学校である。

## 概要
府中町に2校ある中学校の一つ。生徒数は約500名。学級数は15学級。

## 沿革
- 1980年（昭和55年）4月1日 - 府中町立府中中学校より分離され開校[4][5][6]。

## 不祥事
2015年（平成27年）12月、3年生の生徒が指導死した。専願受験で私立高校への進学を目指していたこの生徒は、「1年生の時に万引きをした」と内申書に記されていることを理由に志望校の受験を認められなかったものであるが、実際には学校側の不手際により間違った情報が内申書に記されていたことが後に判明した（実際に万引きをしたのは別の生徒であった）。さらに、この内申書の内容については生徒が1年生の時点で間違いが判明していたにもかかわらず、学校側は内申書の内容を訂正せずにそのまま放置していたことも発覚している。この問題を受けて、校長および関係教職員には懲戒処分が科される予定である。なお、この事件が公に報道されて以降、当中学校の公式ウェブサイトは一時的に閉鎖されていた。

## 部活動

### 体育部
- 水泳部[9]
- ソフトテニス部
- サッカー部
- 陸上部
- 野球部
- 剣道部
- バスケットボール部
- 柔道部　(2023年度より廃部)
- 卓球部
- バレーボール部

### 文化部
- 美術部
- 華道部
- 茶道部
- 演劇部
- 吹奏楽部
- パソコン部

## 校区
- 府中町立府中南小学校の校区[10]
  - 鹿籠1～2丁目、柳ヶ丘、桃山1～2丁目、青崎南、青崎中、青崎東、千代、新地
- 府中町立府中中央小学校の校区
  - 宮の町2丁目、茂陰1～2丁目、八幡1・3～4丁目、緑ヶ丘、大通1～2丁目（6街区を除く。）、浜田1～4丁目、浜田本町

## アクセス
- 西日本旅客鉄道（JR西日本）山陽本線 天神川駅下車
- 広電バス「浜田二丁目」バス停下車、徒歩約8分[2]
  - 「緑ヶ丘バス停下車」、徒歩約5分